# Guacamaya, Guerrero
Guacamaya är en ort i Mexiko.   Den ligger i kommunen Copanatoyac och delstaten Guerrero, i den sydöstra delen av landet, 230 km söder om huvudstaden Mexico City. Guacamaya ligger 1 967 meter över havet och antalet invånare är 162.
Terrängen runt Guacamaya är lite bergig. Runt Guacamaya är det ganska glesbefolkat, med 32 invånare per kvadratkilometer. Närmaste större samhälle är Malinaltepec, 18,3 km söder om Guacamaya. I omgivningarna runt Guacamaya växer huvudsakligen savannskog.